# Europarlamentari pentru Portugalia 1999-2004

## A
- Teresa Almeida Garrett (Partidul Popular European)

## B
- Regina Bastos (Partidul Popular European)

## C
- António Campos (Partidul Socialiștilor Europeni)
- Carlos Candal (Partidul Socialiștilor Europeni)
- Raquel Cardoso (Partidul Popular European)
- Maria Carrilho (Partidul Socialiștilor Europeni)
- Paulo Casaca (Partidul Socialiștilor Europeni)
- Carlos Coelho (Partidul Popular European)

## D
- Elisa Maria Damião (Partidul Socialiștilor Europeni)

## F
- Ilda Figueiredo (European United Left/Nordic Green Left)

## G
- João Gouveia (Partidul Popular European)
- Vasco Graça Moura (Partidul Popular European)

## L
- Carlos Lage (Partidul Socialiștilor Europeni)

## M
- Luís Marinho (Partidul Socialiștilor Europeni)
- Sérgio Marques (Partidul Popular European)
- Joaquim Miranda (European United Left/Nordic Green Left)

## P
- José Pacheco Pereira (Partidul Popular European)
- Joaquim Piscarreta (Partidul Popular European)

## Q
- Luís Queiró (Union for Europe of the Nations Group)

## R
- José Ribeiro e Castro (Union for Europe of the Nations Group)

## S
- Manuel António dos Santos (Partidul Socialiștilor Europeni)
- Mário Soares (Partidul Socialiștilor Europeni)
- Sérgio Sousa Pinto (Partidul Socialiștilor Europeni)

## T
- Helena Torres Marques (Partidul Socialiștilor Europeni)

## V
- Joaquim Vairinhos (Partidul Socialiștilor Europeni)